# 宮原義久 (政治家)
宮原 義久（みやばら よしひさ、1963年〈昭和38年〉1月1日 - ）は、日本の政治家。宮崎県小林市長（2期）。

## 来歴
宮崎県小林市出身。小林市立細野中学校、宮崎県立高鍋農業高等学校、宮崎大学畜産別科卒業。
1999年（平成11年）4月、旧小林市議会議員選挙に立候補し初当選。2003年（平成15年）4月、宮崎県議会議員選挙に自由民主党公認で立候補し初当選。
2017年（平成29年）9月28日、任期満了に伴う小林市長選挙に立候補する意向を表明。
2018年（平成30年）4月15日に行われた小林市長選挙で元市議の山口弘哲を破り初当選。4月23日、市長就任。選挙の結果は以下のとおり。
※当日有権者数：38,132人 最終投票率：58.62%（前回比：＋4.35pts）
| 候補者名 | 年齢 | 所属党派 | 新旧別 | 得票数   | 得票率 | 推薦・支持 |
| -------- | ---- | -------- | ------ | -------- | ------ | ---------- |
| 宮原義久 | 55   | 無所属   | 新     | 13,517票 | 60.88% |            |
| 山口弘哲 | 50   | 無所属   | 新     | 8,687票  | 39.12% |            |

2022年（令和4年）の市長選挙に無投票再選。

## 不祥事
- 2018年（平成30年）4月の市長選前後、宮原が代表を務める政党支部「自由民主党宮崎県小林市第二支部」が、市発注工事を受注している地元の建設関連4社から献金を受けていた[8]が、2019年（令和元年）11月に政治資金収支報告書が公表されたのち、宮原は4社に計53万円を返還した[9]。